# 柏貴
柏貴（1793年—1859年），字良斋，号雨田，額哲忒氏，正黃旗蒙古人，清朝官員。

## 生平
嘉庆二十四年举人出身（时隶正黄旗蒙古松桂佐领下，载鄂恒《鄉試同年譜: (嘉慶24年[1819]己卯科)》）。道光二年（1822年），任實錄館謄錄官。十年，任甘肅省隴西縣知縣。十一年，兵部筆帖式上行走。十五年，任廣東省普寧縣知縣。十六年調任龍門縣知縣。十九年，任東莞縣知縣。二十一年，任南雄直隸州知州。二十六年，任四川省敘州府知府。二十七年，任廣東督糧道。二十九年，任廣東按察使，同年改廣東布政使。咸豐二年（1852年），任河南巡撫，同年署理廣東巡撫。七年，署理欽差大臣，九年，接替王慶雲署理兩廣總督。
1858年1月，自英法聯軍入侵廣州後，為了恢復城內秩序，逮捕两广总督叶名琛，组建“联军委员会”。羈留於觀音山的柏貴不久即被英法總局復職並一同管理廣州全城。柏貴也成為了中國第一位被西方殖民者操控的傀儡。为维持傀儡地位，柏贵不断说服同僚放弃抗战主张，为侵略者开脱罪责。遂遭朝廷内外有识之士强烈反对，亦失去咸丰帝之信任，加以英法侵略者的抑制，忧郁成疾，1859年病死广州。

## 家庭
- 曾祖五十一，副都统。
- 祖父三藏寶，山西同知。
- 父皂住，陕西直隶州知州；嫡妻、继妻曹氏（父镶红旗汉军、乾隆二十二年（1757年）丁丑科武进士探花、二等侍卫曹龍驤）。胞姊額哲特氏，嫁正黃旗蒙古諾敏氏廣明，其子廣西按察使多容安，孙道光戊戌科進士恩麟，孙女諾敏氏嫁正黄旗满洲恪慎公覺羅耆齡。
- 胞兄柏成，理藩院郎中。其女額哲特氏，嫁镶黄旗满洲、道光丁未（1847）进士高佳氏文玉（先祖長蘆鹽政高誠、文华殿大学士高晋）。
- 原配妻赵氏（胞兄正藍旗漢軍、道光癸未科進士達綸（道光进士），父直隸山永協副將寅賓，祖父陝西延榆綏兵備道趙洵）。继妻尚氏（父内务府正白旗汉军、云南开化府知府廣裕，祖父内务府员外郎兼佐领善慶，曾祖熱河總管尚福海，堂姑尚佳氏封道光帝之豫嬪）。

### 引用
1. ↑  茅海建：《苦命天子 咸豐皇帝奕詝》。聯經出版事業股份有限公司，2008年4月：頁179─180。ISBN 978-957-08-3260-0